# Errico Malatesta
Errico Gaetano Maria Pasquale Malatesta (Santa Maria Capua Vetere, 4 dicembre 1853 – Roma, 22 luglio 1932) è stato un anarchico e scrittore italiano, tra i principali teorici del movimento anarchico.
Passò più di dieci anni della sua vita in carcere e buona parte in esilio all'estero. Collaborò a un gran numero di testate rivoluzionarie ed è nota la sua amicizia con Michail Bakunin. Assieme a quest'ultimo e a Pierre-Joseph Proudhon e a Max Stirner rappresenta uno dei pensatori più importanti della corrente libertaria, da alcuni ritenuto il più importante teorizzatore e rivoluzionario dell'anarchia.
Fu fermamente convinto, così come l'amico Pëtr Kropotkin, dell'imminente avvento di una rivoluzione anarchica (1916). Pochi mesi dopo iniziò la Rivoluzione russa, che ebbe il supporto anche degli anarchici, ma terminò con la presa di potere da parte dei bolscevichi. Solamente dopo 19 anni arrivò una vera rivoluzione anarchica, la fallita Rivoluzione spagnola. Malatesta è riconosciuto come il massimo esponente del movimento libertario italiano e del libero pensiero.

## Biografia

### Gioventù
Errico Malatesta nacque a Santa Maria Maggiore, al tempo una frazione di Capua, nell'allora provincia di Terra di Lavoro (attualmente comune autonomo ridenominato Santa Maria Capua Vetere, in provincia di Caserta), il 4 dicembre del 1853, figlio di don Federico Malatesta, un proprietario terriero e imprenditore campano, e di Lazzarina Rastoin, una dama francese originaria di Marsiglia. La famiglia possedeva in loco una fiorente fabbrica per la concia del cuoio. Il padre apparteneva forse a un ramo collaterale e decaduto della nobile famiglia dei Malatesta, conti di Santa Maria Capua Vetere, a sua volta probabile ramo meridionale e cadetto dei Malatesta di Romagna, appartenenti allo Stato Pontificio, una delle famiglie aristocratiche più celebri del Medioevo e dell'età moderna. Terzogenito di quattro figli - dopo Emilia (1849) e Aniello (1851) e prima di Augusto (1857) - compì gli studi presso un collegio di padri scolopi, quindi si iscrisse all'Università di Napoli, dove studiò medicina per tre anni senza laurearsi.

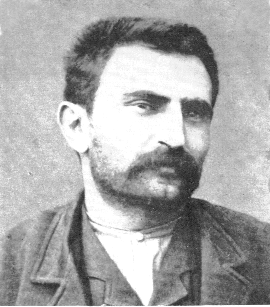
Il giovane Malatesta (immagine talvolta confusa con Sante Caserio)

In giovanissima età abbracciò gli ideali repubblicani di Giuseppe Mazzini. Il 25 marzo 1868 venne convocato dalla questura di Napoli a causa di una lettera di carattere sovversivo da lui scritta a Vittorio Emanuele II; il 19 marzo 1870, non ancora diciottenne, subì il primo di una lunga serie di arresti, a seguito di una sommossa organizzata da un circolo studentesco repubblicano dell'Università di Napoli.
Nel 1871, dopo la Comune di Parigi, abbandonò le idee repubblicane per abbracciare l'ideale anarchico; nello stesso anno si iscrisse alla federazione napoletana dell'Associazione Internazionale dei Lavoratori. Nel 1872, dopo aver preso parte alla Conferenza di Rimini, si recò in Svizzera per partecipare al Congresso Internazionale di Saint-Imier; in quell'occasione divenne amico di Michail Bakunin.
Dopo il congresso iniziò un periodo di intensa attività sovversiva: nel 1873 fu arrestato a Bologna e nel 1874 partecipò con un piccolo gruppo a un fallito tentativo di insurrezione a Castel del Monte nel territorio di Andria, venendo, in seguito a ciò, arrestato poco dopo nei pressi di Pesaro. Il processo conseguente si risolse con l'assoluzione di tutti gli imputati, risultando in una notevole popolarità per gli insorti e per Malatesta in particolare.
Il 19 ottobre 1875 Malatesta fu iniziato in massoneria a Napoli e tentò di diffondere tra i suoi membri l'ideale socialista. Il suo rapporto con la massoneria fu piuttosto tormentato e si interruppe definitivamente il 18 marzo 1876, quando, indignato dalla decisione della sua loggia di organizzare un ricevimento d'onore per Giovanni Nicotera, eletto poco prima ministro dell'interno, decise di abbandonarla definitivamente. In seguito, con la massoneria, come scrisse su Umanità Nova del 7 ottobre 1920, non ebbe che "relazioni di ostilità".

### La Banda del Matese
Il 5 aprile 1877, formando insieme a Carlo Cafiero e altri ventiquattro esponenti dell'anarchismo italiano la Banda del Matese, partì dalle pendici dell'omonimo massiccio con l'obiettivo di dare il via a un'insurrezione. Dopo alcuni giorni di resistenza, visto l'imponente spiegamento di forze da parte del Regno d'Italia (12 000 uomini), gli insorti furono arrestati. Sottoposti a processo, furono assolti l'anno successivo dal tribunale di Benevento.

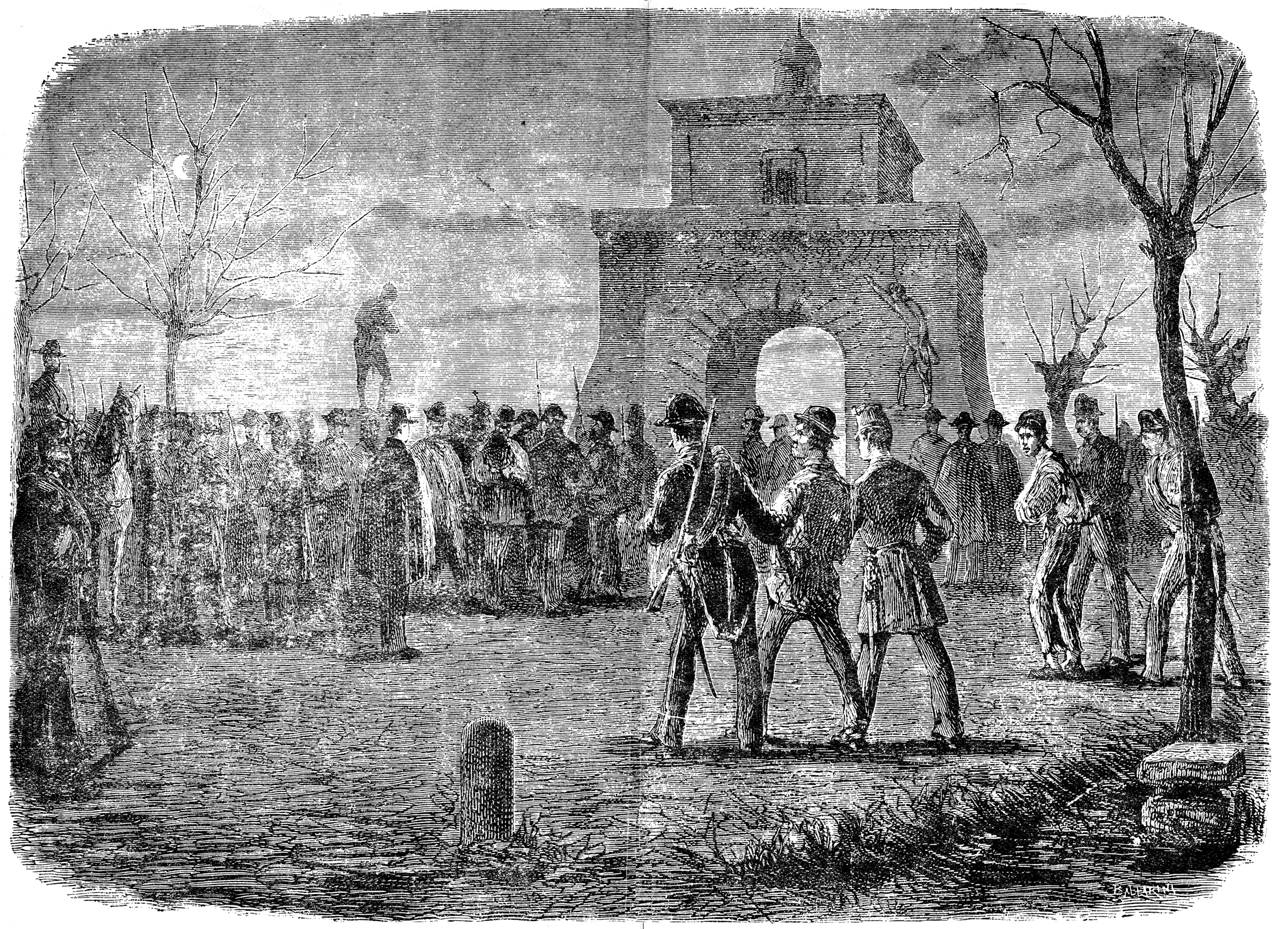
L'arresto della Banda del Matese nell'aprile 1877

### Partenza dall'Italia
Nel 1878 iniziò per Malatesta un intenso periodo di peregrinazioni: dopo un breve periodo in Egitto, si recò in Siria e in Romania, prima di fermarsi a Ginevra, in Svizzera, dove conobbe Élisée Reclus e Pëtr Kropotkin, del quale divenne grande amico. Infatti, nelle sue memorie, l'anarchico russo ne scrive:
Nel 1879, quando Giovanni Passannante fu condannato a morte per il tentato regicidio di Umberto I, Malatesta, assieme al conte anarchico Francesco Ginnasi, compilò un manifesto di solidarietà verso l'attentatore, intitolato A Umberto Re d'Italia. Nel giorno della sua nascita, chiamato così perché redatto nella medesima data di nascita del re (14 marzo). Il manifesto, ricco di affronti verso il monarca, venne stampato dall'Imprimerie Italienne, presieduta dal tipografo Alfonso Danesi; venne affisso a Ginevra, con la collaborazione di alcuni nichilisti russi, e distribuito in città italiane come Ravenna, Bologna e Napoli. Le copie furono sequestrate. Malatesta e Ginnasi furono costretti a fuggire dalla Svizzera, mentre Danesi fu arrestato.
Successivamente, Malatesta si spostò in Belgio, quindi nel 1881 raggiunse Londra, dove organizzò insieme a Kropotkin il Congresso Internazionale Socialista Rivoluzionario. Nel 1882, venuto a conoscenza della rivolta di Arabi Pasha, tornò in Egitto nel tentativo di trasformare il moto nazionalista in una rivolta sociale. Venne arrestato dai soldati del Regno Unito l'anno successivo, quindi tornò in Italia clandestinamente, sbarcando a Livorno. Poco tempo dopo venne arrestato per cospirazione insieme all'amico Francesco Merlino e altri rivoluzionari. Approfittando della libertà provvisoria si recò a Firenze, dove iniziò la pubblicazione de La Questione Sociale, in cui trovò per la prima volta pubblicazione Fra contadini, uno dei suoi trattati più noti.
Nonostante avesse subito una condanna a tre anni di reclusione, nel 1884 si recò a Napoli per prestare soccorso alla popolazione colpita da un'epidemia di colera, quindi partì per l'America Latina per sfuggire alla cattura.

#### Esule in Argentina
Si stabilì a Buenos Aires, in Argentina, dove entrò in contatto con il Circolo Comunista Anárquico e riprese la pubblicazione - in lingua italiana - de La Questione Sociale. Nel 1886 tentò l'esperienza, rivelatasi poi disastrosa, di cercatore d'oro in Patagonia; nel 1887 contribuì alla nascita del primo sindacato argentino, il Sindacato dei fornai, del quale redasse personalmente lo statuto. Nel 1888 ricevette l'accusa - rivelatasi poi infondata - di falsificare monete; decise quindi di partire e, dopo un brevissimo soggiorno a Montevideo, fece ritorno in Europa nel 1889.

### Ritorno in Europa
Si stabilì in un primo momento a Nizza, dove pubblicò il quotidiano clandestino L'Associazione. Suoi articoli vennero pubblicati anche da giornali anarchici italiani, come La Rivendicazione di Forlì. La polizia francese si mise presto sulle sue tracce, costringendolo a rifugiarsi di nuovo a Londra.

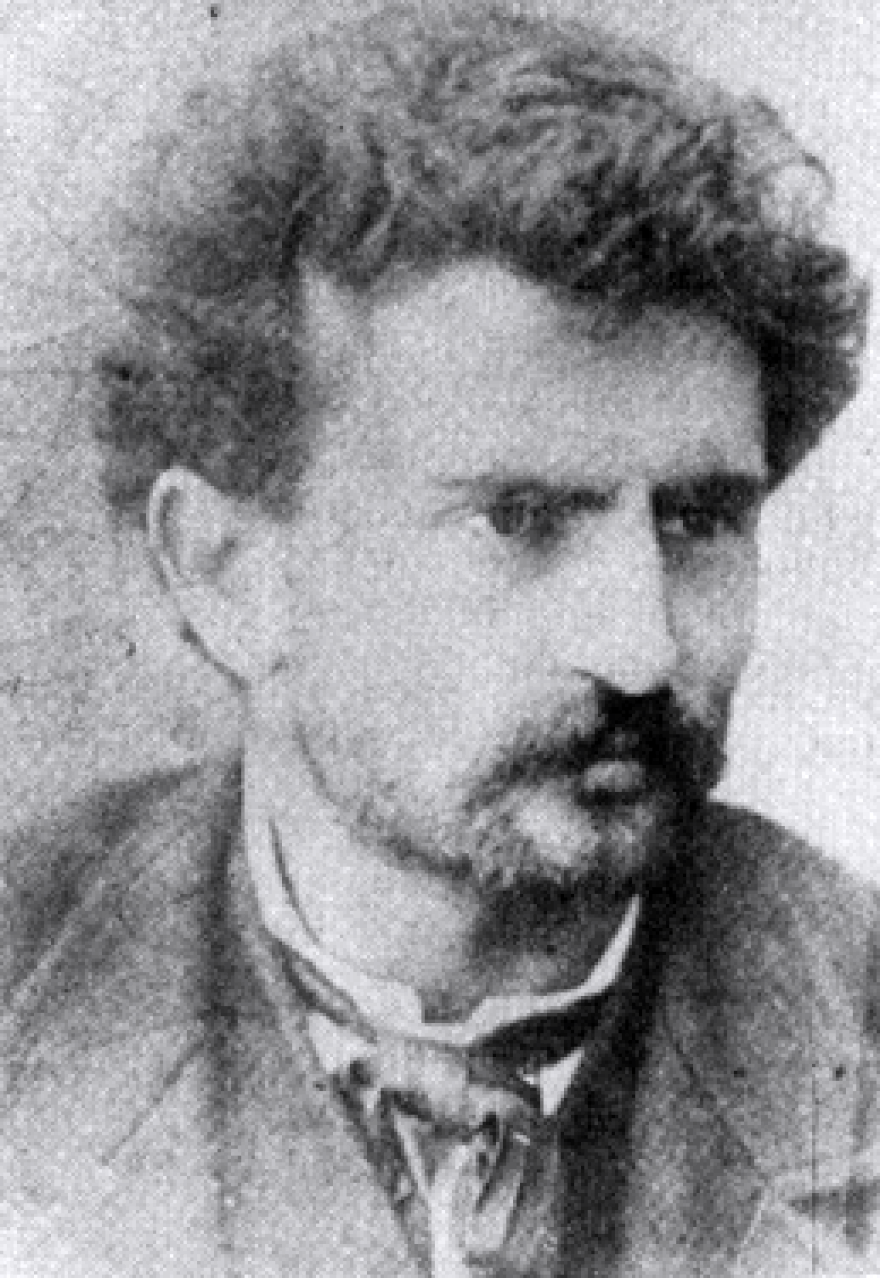
Malatesta verso il 1900

Tra il 1891 e il 1892 tenne una serie di comizi in Spagna insieme all'amico Pedro Esteve, partecipando anche a una rivolta popolare a Jerez de la Frontera. Ricercato dalla polizia, tornò ancora a Londra, dove nel 1896 assistette al Congresso Socialista Internazionale. A Parigi si ha notizia di rapporti fra Maria Sofia di Borbone (detta romanticamente la regina degli anarchici) con il Malatesta, rapporti probabilmente solo di conoscenza, viste le simpatie politiche dimostrate dall'aristocratica nei confronti dei "sovversivi" (la regina si avvicinò agli anarchici solo per incitarli a compiere attentati contro i Savoia e per recuperare il Regno delle Due Sicilie, non per sincero interesse nei confronti delle loro idee). Benedetto Croce affermò, sbagliando l'anno (riporta il 1904 anziché il 1901), che l'ex regina volesse organizzare con Malatesta l'evasione di Gaetano Bresci, l'uccisore di Umberto I di Savoia, circostanza smentita dallo stesso pensatore anarchico.
Nel 1897 viaggiò clandestinamente fino ad Ancona, dove contribuì alla fondazione de L'Agitazione. L'anno successivo, in occasione dello scoppio dei moti del pane nella città, venne arrestato e condannato a sette mesi di reclusione. Non appena ebbe scontato la pena, subì un'altra condanna a cinque anni di domicilio coatto da scontare a Ustica e poi a Lampedusa, dalla quale evase nel 1899 per recarsi in Tunisia. Nel 1900, dopo due brevi parentesi a New York e a Cuba, si stabilì nuovamente a Londra, dove sarebbe rimasto per dodici anni, con l'eccezione di un viaggio ad Amsterdam nel 1907, durante il quale partecipò al Congresso Anarchico Internazionale.

#### Il periodo di Londra
Durante il soggiorno nella capitale inglese, Malatesta si guadagnò da vivere come elettricista e meccanico; in questo periodo si registrò un certo indebolimento della sua attività sovversiva, a fronte di una continua attività propagandistica. Il 18 maggio del 1901, tuttavia, inviò a un destinatario ignoto una lettera densa di contenuti che alludevano a complotti e macchinazioni rivoluzionarie in Italia; la missiva però non ebbe seguito, in quanto fu intercettata dai servizi segreti italiani. Molto presto si guadagnò la stima dei lavoratori inglesi, che sollevarono imponenti manifestazioni di protesta nelle innumerevoli occasioni in cui Malatesta finì in guai giudiziari. In tal senso è emblematico l'episodio del 20 maggio 1912, quando la corte di Bow Street lo condannò a tre mesi di reclusione a seguito di una denuncia per diffamazione da parte della spia italiana Ennio Belelli. La condanna venne accompagnata da un decreto d'espulsione, che dovette essere annullato in seguito alla manifestazione popolare del 12 giugno dello stesso anno.
Lasciò il Regno Unito nel 1913 per tornare in Italia, dove iniziò la pubblicazione del settimanale Volontà. Nel 1914 si recò ad Ancona, dove fu il principale artefice della Settimana rossa; ricercato di nuovo dalla polizia, fu costretto all'ennesimo ritorno nella capitale inglese dove, nel mese di marzo del  1915, sottoscrisse con  Luigi Bertoni, Carlo Frigerio, Emma Goldman e altri il Manifesto internazionale anarchico contro la guerra.
Alla vigilia della prima guerra mondiale si separò dolorosamente dall'amico Kropotkin, dopo un aspro dibattito riguardo all'atteggiamento che gli anarchici avrebbero dovuto tenere a proposito dell'Intesa e degli interventisti, nel quale Malatesta sostenne gli ideali dell'antimilitarismo e dell'internazionalismo. Questo atteggiamento fu riscontrabile ancora in maniera evidente nel 1916, attraverso la sua aspra risposta al Manifesto dei Sedici (in cui Kropotkin e altri sostenevano apertamente lo sforzo bellico dell'Intesa per abbattere il regime tedesco) pubblicata in aprile sul Freedom. Malatesta sostenne invece che gli anarchici non devono schierarsi né partecipare in alcun modo alla guerra, pur augurandosi personalmente anche lui la distruzione della Germania di Guglielmo II.

#### Ritorno in Italia

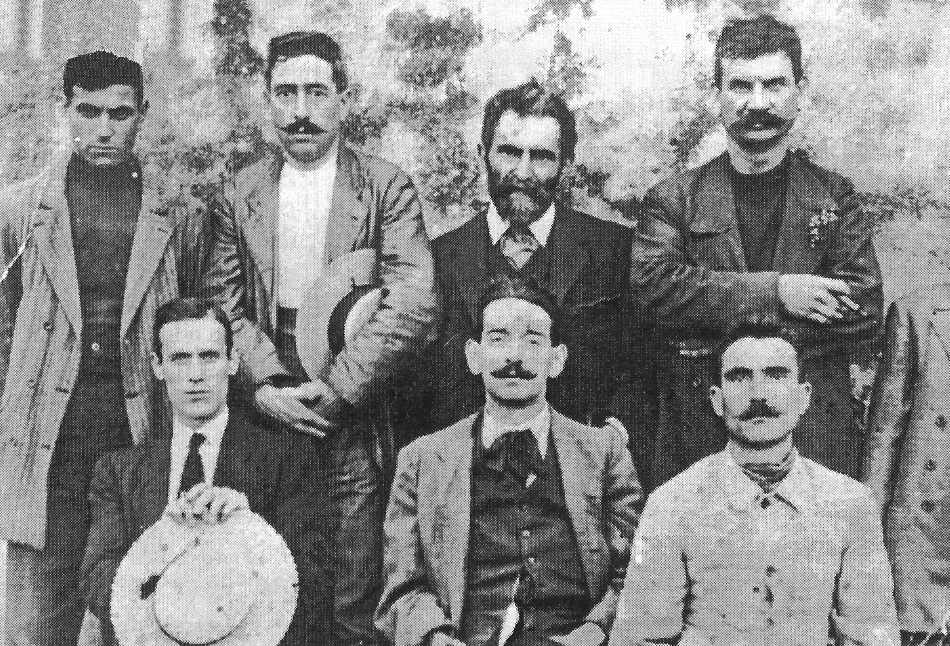
Errico Malatesta con un gruppo di Arditi del Popolo

Nel 1919, dopo molti vani tentativi, Malatesta riuscì a ottenere il passaporto dal console italiano a Londra; quindi si imbarcò per Taranto il 24 dicembre dello stesso anno. In Italia godette subito di un'enorme popolarità (veniva acclamato dalla folla come il Lenin italiano), di cui si avvantaggiò con un'intensa attività propagandistica e sovversiva che lo rese uno dei protagonisti del biennio rosso. Nel luglio 1920 fu tra i protagonisti del congresso di Bologna che riorganizzò l'Unione anarchica italiana.
Prese contatto pure con gli Arditi del Popolo, nell'immediato seguito.
Secondo lo storico Vittorio Emiliani, prese parte al rientro in Italia di Errico Malatesta Giuseppe Giulietti, denominato Capitan Giulietti, che era il presidente dell'Associazione Lavoratori del Mare, personaggio molto importante nell'impresa di Fiume, che lo mandò a prendere a Cardiff.
Nel 1920 diresse a Milano il quotidiano anarchico Umanità Nova; nello stesso anno fu arrestato e recluso nel carcere di San Vittore. Iniziò insieme ad altri detenuti uno sciopero della fame che ne minò le condizioni fisiche, riducendolo quasi in fin di vita; lo sciopero venne sospeso dopo la strage del Diana (che Malatesta condannò), avvenuta il 23 marzo 1921 nel teatro Kursaal Diana, con 21 morti e 80 feriti, per la quale vennero condannati Giuseppe Mariani, Ettore Aguggini, Giuseppe Boldrini e altri 16 anarchici individualisti.

#### Il fascismo e la fine dell'attività sovversiva

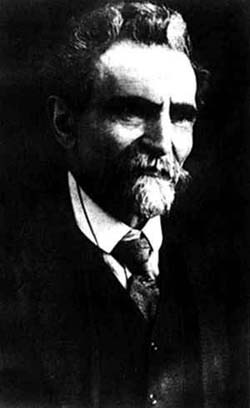
Errico Malatesta

Lo stesso anno Malatesta venne liberato e, fortemente impressionato dalle conseguenze umane e politiche della strage, pubblicò un articolo sull'Umanità Nova nel quale stigmatizzava gli atti di violenza indiscriminati: «Qualunque sia la barbarie degli altri, spetta a noi anarchici, a noi tutti uomini di progresso, il mantenere la lotta nei limiti dell'umanità, vale a dire non fare mai, in materia di violenza, più di quello che è strettamente necessario per difendere la nostra libertà e per assicurare la vittoria della causa nostra, che è la causa del bene di tutti».
Continuò a dirigere il giornale fino al 1922, anno in cui i fascisti presero il potere e chiusero il giornale, che sarebbe stato riaperto nel 1945 sotto forma di settimanale, forma che mantiene attualmente. In quello stesso anno Malatesta, sfuggendo al controllo fascista, si recò clandestinamente in Svizzera per assistere al cinquantenario del Congresso di Saint-Imier, quindi si trasferì definitivamente a Roma con la compagna Elena Melli e sua figlia Gemma.
Nei primi anni del governo fascista riuscì, seppur nella clandestinità, a proseguire la sua attività di propaganda. Dal 1924 al 1926, nonostante il rigido controllo della censura, pubblicò il quindicinale clandestino Pensiero e Volontà.
Negli anni successivi, il regime fascista impose a Malatesta il continuo controllo a vista da parte di un gruppo di guardie, condannandolo in questo modo a un sostanziale isolamento dal resto del mondo e dal movimento anarchico in particolare.

### Gli ultimi anni e la morte
Trascorse gli ultimi anni della sua vita quasi completamente chiuso in casa con la sua famiglia, subendo un progressivo peggioramento delle sue condizioni di salute. Nel marzo del 1932 sopravvisse a una grave broncopolmonite; morì il 22 luglio dello stesso anno, in seguito a una grave crisi respiratoria. La sua morte fu pressoché ignorata dalla stampa nazionale, anche a causa della censura, con l'eccezione di un trafiletto de L'Unità che però, confermando la distanza del Partito Comunista d'Italia dal movimento anarchico, lo accusava di essere "politicamente morto" già da anni. I fascisti vietarono la cremazione della salma, perché non volevano che gli anarchici ne trafugassero le ceneri, portandole all'estero come simbolo della resistenza al regime. È sepolto presso il Cimitero del Verano di Roma.

## Il pensiero
Errico Malatesta tenta una sintesi della concezione anarchica, senza però imprigionarla in un sistema. A questo scopo distingue l'anarchia dall'anarchismo. La prima è il fine, ha un valore meta-storico e universale: rappresenta il voler essere, e come tale non è deducibile da alcuna situazione storica. L'anarchismo è la traduzione di questo fine nella concretezza di una situazione storica. La divisione corrisponde a quella tra giudizi di valore e giudizi di fatto. Malatesta insieme e dopo Giordano Bruno rappresenta il massimo esponente del libero pensiero.
I valori fondamentali dell'anarchia (libertà, uguaglianza, solidarietà) sono espressioni a-razionali di un'aspirazione universale, e come tali non si legano a nessuna dottrina. Malatesta rifiuta tanto il giusnaturalismo quanto il positivismo. Il primo, perché considera l'idea di una società naturale come il risultato della pigrizia di chi sogna che le aspirazioni umane si realizzino spontaneamente, senza lotta; il secondo, perché l'esaltazione della scienza porta a un nuovo dogmatismo, come accade in Pëtr Kropotkin.
(Errico Malatesta, Il Programma Anarchico, 1919)

### La rivoluzione, un atto di volontà
La volontà è l'elemento decisivo per la trasformazione sociale. La società libertaria dipende unicamente dalla volontà degli uomini. La storia sfugge a ogni filosofia e a ogni tentativo di previsione. Per questo non è possibile sapere quando i tempi sono maturi per la rivoluzione, e occorre approfittare di tutte le occasioni. La rivoluzione non è un fatto economico e sociale, ma un atto di volontà. La rivoluzione deve coinvolgere le masse, ma le masse non diventeranno anarchiche prima che la rivoluzione sia iniziata; gli anarchici devono allora accostarsi alle masse e prenderle come sono, senza progetti pedagogici inevitabilmente autoritari, e adattando piuttosto l'ideologia al loro sentire. L'azione rivoluzionaria ha due momenti: la distruzione violenta degli ostacoli alla libertà, e la diffusione graduale della pratica della libertà, priva di ogni coercizione.

### La violenza, triste ma necessaria
La violenza di per sé è nemica della libertà. Essa è una triste necessità dell'anarchismo, ma solo nella fase negativa della distruzione delle forme oppressive. Malatesta è contrario a ogni terrore rivoluzionario, che conduce necessariamente alla dittatura, così come respinge l'idea marxista della dittatura del proletariato e giudica molto severamente i risultati della rivoluzione bolscevica, che ha fermato l'esperimento dei soviet e ha instaurato uno Stato autoritario.

### L'interesse, sempre conservatore
Per Malatesta non è possibile compiere la rivoluzione perseguendo interessi economici, poiché l'interesse è sempre conservatore: solo l'ideale è rivoluzionario. Di qui la supremazia del politico –che persegue l'ideale universale– sull'economico, che persegue sempre fini riformisti e conservatori. Per questo anche i sindacati sono considerati riformisti, mai realmente rivoluzionari (anche per il loro carattere inevitabilmente corporativo).
L'organizzazione sociale preferibile è quella comunistica, ma deve trattarsi di un comunismo non imposto, ma liberamente scelto e voluto, l'anarco-comunismo. Il comunismo di Malatesta non è tanto una concezione economica, quanto un principio di giustizia sociale, una tensione meta-economica. I problemi economici vanno affrontati in modo empirico, scegliendo di volta in volta l'organizzazione economica in grado di adeguare gli ideali politici anarchici.

### La democrazia come male inaccettabile
Poiché l'anarchia è fondata sull'etica (e su un'etica della convinzione, in termini weberiani), essa non può accettare la democrazia come male minore. Il sistema democratico ricorre all'autorità della maggioranza, quello anarchico alla intesa volontaria (benché in certi casi sia inevitabile ricorrere al voto). La volontà della maggioranza non può pretendere il possesso della verità assoluta, poiché tale verità non esiste. Il principio di libertà impedisce di riconoscere una sola verità: ognuno ha la propria verità, e anche la propria anarchia. In società, tuttavia, la libertà non può essere assoluta, ma deve essere limitata dal principio della solidarietà e dell'amore verso gli altri.

### Interesse per l'esperanto
Durante il periodo londinese si avvicinò all'esperanto, ritenendo che una lingua internazionale unica fosse uno strumento necessario per il movimento anarchico, come poi dichiarò in un'intervista con Eugène Lanti comparsa nella rivista Sennacieca Revuo del luglio 1924. Malatesta dice:
| "Vian revuon mi legas senpene. En Londono mi lernis esperanton kaj eĉ tiam tre interesiĝis pri la movado. Eble denove mi interesiĝos pri esperanto, tial ke mi ja estas konvinkita, ke internacia lingvo estas nepre necesa por nia movado." | "Leggo senza fatica la vostra rivista. A Londra ho imparato l’esperanto, ed anzi allora mi interessai molto al movimento. Forse mi interesserò di nuovo dell’esperanto, dato che sono convinto che una lingua internazionale sia assolutamente necessaria per il nostro movimento." |

## Scritti pubblicati in giornali
1897
- Maggioranze e minoranze, in L'Agitazione, 14 marzo
- Per la libertà, in L'Agitazione, 2 luglio

1899
- Verso l'anarchia, in La Questione Sociale, 9 dicembre
- AA. VV., Rivista critica del socialismo, diretta da Francesco Saverio Merlino, Roma, 1899

1913
- Per la libertà, in Volontà, 27 settembre
- Scienza e riforma sociale, in Volontà, 27 dicembre

1920
- I nostri propositi, in Umanità Nova, 27 febbraio
- Ancora sulla repubblica, in Umanità Nova, 21 maggio
- Tanto peggio, tanto meglio, in Umanità Nova, 26 giugno
- Le due vie. Riforme o rivoluzione? Libertà o dittatura?, in Umanità Nova, 12 agosto
- Riforme e rivoluzione, in Umanità Nova, 10 settembre
- Maggioranze e minoranze, in Umanità Nova, 11 settembre
- La rivoluzione in pratica, in Umanità Nova, 7 ottobre

1921
- Michail Bakunin, in Pensiero e Volontà, 1º luglio

1922
- La funzione dei sindacati nella rivoluzione, in Umanità Nova, 13 aprile
- Ancora sulla libertà del lavoro, in Umanità Nova, 16 aprile
- Repubblicanesimo sociale e anarchismo, in Umanità Nova, 27 aprile
- La base morale dell'anarchismo, in Umanità Nova, 16 settembre
- Ancora sulla rivoluzione in pratica, in Umanità Nova, 14 ottobre
- Morale e violenza, in Umanità Nova, 21 ottobre
- Discorrendo di rivoluzione, in Umanità Nova, 25 novembre

1924
- Anarchismo e riforme, in Pensiero e Volontà, 1º marzo
- Democrazia e anarchia, in Pensiero e Volontà, 15 marzo
- Repubblica e rivoluzione, Pensiero e Volontà, 1º giugno
- Anarchia e violenza, in Pensiero e Volontà, 1º settembre
- La fede e la scienza, in Pensiero e Volontà, 15 settembre
- Il terrore rivoluzionario, in Pensiero e Volontà, 1º ottobre
- Fra le nebbie della filosofia, in Pensiero e Volontà, 1º novembre

1925
- Scienza e anarchia, in Pensiero e Volontà, 1º luglio
- La base morale dell'anarchismo, in Pensiero e Volontà, 1º luglio
- Ancora su scienza e anarchia (nota all'articolo di Hz.), in Pensiero e Volontà, 1º settembre
- Gradualismo, in Pensiero e Volontà, 1º ottobre

1926
- Comunismo e individualismo, in Pensiero e Volontà, 1º aprile

1927
- Un progetto di organizzazione anarchica, in Il Risveglio, Ginevra, 1-15 ottobre

1929
- A proposito della «Plateforme», in Il Risveglio Anarchico, 14 dicembre

## Opere scritte
Opuscoli e singoli volumi
- E. Malatesta, Fra contadini, Ragusa, La Fiaccola, 1972.
- E. Malatesta e F. Merlino, Anarchismo e democrazia, Ragusa, La Fiaccola, 1974.
- E. Malatesta, Al caffè: discutendo di rivoluzione e anarchia, Ragusa, La Fiaccola.
- E. Malatesta, L'anarchia e il nostro programma, Ragusa, La Fiaccola.
- E. Malatesta, Rivoluzione e lotta quotidiana, Milano, Antistato, 1982, ISBN 9788891142856.
- E. Malatesta; a cura di G. Berti, Il buon senso della rivoluzione, Milano, Elèuthera, 1999.
- E. Malatesta, In vista di un avvenire che potrebbe anche essere prossimo. Scritti anarchici 1919-1927, Le Nubi, 2005.
- E. Malatesta, Dialoghi sull'anarchia, a cura di Orlando Micucci, Gwynplaine, 2009, ISBN 9788895574066.
- E. Malatesta, Al caffè. Conversando d'anarchia e di libertà, Ortica Editrice, 2010.
- E. Malatesta, Fra contadini. Dialogo sull'Anarchia, Ortica Editrice, 2011.
- E. Malatesta, L'Anarchia, Barbes, 2011.
- E. Malatesta, Anarchismo e violenza, Trieste, Edizioni Anarchismo, 2013.
- E. Malatesta, Anarchismo e insurrezione, Trieste, Edizioni Anarchismo, 2013.
- E. Malatesta, Anarchismo e coesistenza politica, Trieste, Edizioni Anarchismo, 2013.
- E. Malatesta e F. Merlino, Anarchismo e democrazia. Soluzione anarchica e soluzione democratica del problema della libertà in una società socialista, coedizione La Fiaccola / Candilita, 2015.
- E. Malatesta, Anarkio, SAT, 2018. traduzione di Carlo Minnaja

Volumi pubblicati delle opere complete
- E. Malatesta; a cura di D. Turcato, con un saggio introduttivo di R. Giulianelli, Opere Complete di Errico Malatesta, vol. 3: Un lavoro lungo e paziente. Il socialismo anarchico dell'Agitazione. 1897-1898, La Fiaccola - Zero in Condotta, 2011.
- E. Malatesta; a cura di D. Turcato, con un saggio introduttivo di N. Perticone, Opere Complete di Errico Malatesta, vol. 4: Verso l'Anarchia. Malatesta in America. 1899-1900, La Fiaccola - Zero in Condotta, 2012.
- E. Malatesta; a cura di D. Turcato, con un saggio introduttivo di C. Levy, Opere Complete di Errico Malatesta, vol. 5: Lo sciopero armato. Il lungo esilio londinese del 1900–1913, La Fiaccola - Zero in Condotta, 2015.